# ناحية بيت جن
ناحية بيت جن إحدى نواحي سوريا تتبع إداريّاً لمحافظة ريف دمشق منطقة قطنا ومركزها بلدة بيت جن، بلغ تعداد سكان الناحية 15,668 نسمة حسب التعداد السكاني لعام 2004.

## بلدات وقرى ناحية بيت جن
بيت الجن، دربل، عين الشعرة، حرفا، حينة، خربة السودا، مغر المير، المقروصة، مزرعة بيت جن.